# Dziennik Wschodni
Dziennik Wschodni – lokalna gazeta codzienna obejmująca zasięgiem obszar województwa lubelskiego oraz część województwa mazowieckiego. Założona w 1993 roku pod nazwą Dziennik z Dziennika Lubelskiego. Dziennik ukazuje się w poniedziałki i piątki. W poniedziałki do wszystkich numerów dołączany jest dodatek Sport.
Pierwszy numer Dziennika ukazał się na początku lat 90 XX w. Zajmuje się głównie sprawami politycznymi i społecznymi, a także interwencyjnymi. Do gazety dołączane są także dodatki tematyczne: Sport, Oferta, Dom, Moto, Edukacja i Praca oraz Zdrowie (wcześniej ukazywał się także dodatek komputerowy BitMan). W piątki ukazuje się wydanie magazynowe z programem telewizyjnym.
Wydawcą były Media Regionalne Sp. z o.o. Oddział w Lublinie. Od 1 maja 2014 właścicielem gazety jest lubelska spółka Corner Media, której właścicielami są lubelscy inwestorzy.